# Аксарай
Аксарай (тур. Aksaray) — город и район в регионе Центральная Анатолия в Турции, центр ила Аксарай. В соответствии с переписью населения 2000 года, в городе проживает 129 949 человек, а в провинции 236 560 человек.

## История
Аксарай был важным пунктом на границах Ликаонии, на крайнем западе Каппадокии, через который проходил Великий шёлковый путь. Первоначальное название — Гарсавиры (Гарсавры, др.-греч. Γαρσάουρα, лат. Garsaoura, Garsau(i)ra). Страбон называет его городком (др.-греч. κωμόπολις). Последний царь Каппадокии Архелай Филопатор основал после 36 года до н. э. на его месте город Архелаида (др.-греч. Ἀρχελαΐς, лат. Archelais), который сделал своей столицей. При римском императоре Клавдии получил статус римской колонии Colonia Claudia Archelais.
С IV века город назывался Колония (греч. Κολώνεια, лат. Koloneia). Через город проходила римская дорога из Икония в Кесарию Каппадокийскую. Епископ Колонии присутствовал на Первом Никейском соборе в 325 году. В то время епархия Колонии подчинялась митрополиту Кесарии Каппадокийской. После административного разделения римской провинции Каппадокии, в начале 372 года Колония вошла в состав Каппадокии Второй с центром в Тиане. В 451 году епископ Колонии присутствовал на Халкидонском соборе. После реформы императора Юстиниана I в 536 году епархии Парнаса, Назианза, Доары и Колонии отошли к митрополии Каппадокии Третьей с центром в городе Мокисс (Юстинианополь). Эта структура сохранялась по IX век. В IX веке Колония вошла в созданную византийскую фему Каппадокию.
Сельджукский султан Кылыч-Арслан II построил здесь дворец из белого мрамора, в честь чего город получил название Аксарай («Белый дворец»). Затем город перешёл к Караманогулларам, а в XV веке к туркам-османам.
В 1989 году город был выделен из провинции Нигде и стал центром самостоятельной области.

## Современный Аксарай
Сейчас Аксарай — город среднего размера в Турции, немало жителей города переселилось в Европу — в Великобританию и Германию — в поисках лучшей работы.
Окрестности Аксарая — долина Ихлара и Каппадокия — привлекают множество туристов, однако сам город Аксарай стоит в стороне от туристских маршрутов. Недавно в городе открылся водный парк Hünkarland с искусственным водопадом.